# キリストの磔刑 (クラナッハ、ミュンヘン)
『キリストの磔刑』（キリストのたっけい、英: The Crucifixion）、または『キリストの哀悼』（きりすとのあいとう、独: Klage unter dem Kreuz、英: The Lamentation of Christ）は、ドイツ・ルネサンスの画家ルーカス・クラナッハ (父) が1503年にマツ板の上に油彩で制作した絵画である。画面下部中央の木の切り株脇に白い紙に黒色の絵具で描かれた「1503」の年記が見えるが、本来の絵画は切り詰められている。来歴は不明で、1804年にドイツ南部の修道院から移されて以来、ミュンヘンのアルテ・ピナコテークに所蔵されている。

## 作品
絵画は、『新約聖書』中の「マタイによる福音書」(27:33-56) 、「マルコによる福音書」(15:22-41) 、「ルカによる福音書」(23:33-49) 、「ヨハネによる福音書」(19:18-30) に記述されている「キリストの磔刑」を主題としている。
この磔刑像は通常のように中央にイエス・キリストの十字架を配置せず、図像を回転させたかのようにキリストの十字架を右側に、盗賊たちの十字架を左側に配置している。聖母マリアと福音書記者聖ヨハネはそれらの十字架の間に描かれ、聖母はキリストを見上げている。このように以前には類を見ない構図を採用することにより、聖母に焦点が当てられ、息子であるキリストの苦難を見る彼女の悲嘆が表されている。キリストの十字架の下には、山と湖、そして城のある風景が見える。空には暗雲が垂れ込めている。
技法的に、左側の盗賊に用いられている前面短縮法は見事なものである。また、キリストが纏う大きな腰布は装飾品のように描かれている。